# Nhạc pop tiếng Anh Hồng Kông
Nhạc pop tiếng Anh Hồng Kông (tiếng Anh: Hong Kong English pop; tiếng Trung: 香港英語流行音樂; Việt bính: Hoeng1 Gong2 Jing1 jyu5 lau4 hang4 jam1 lok6; Hán-Việt: Hương Cảng Anh ngữ lưu hành âm nhạc) là các ca khúc tiếng Anh được thực hiện, biểu diễn và phổ biến rộng rãi ở Hồng Kông. Người Hồng Kông gọi thể loại âm nhạc này đơn giản chỉ là nhạc pop tiếng Anh (tiếng Trung: 英文歌; Việt bính: Jing1 man4 go1; Hán-Việt: Anh văn ca). Đỉnh cao của kỷ nguyên nhạc pop tiếng Anh ở Hồng Kông là từ thập niên 1950 đến giữa những năm 1970.

## Ảnh hưởng tại Việt Nam
Dưới đây là những bài hát nhạc pop tiếng Anh của Hồng Kông được ưa chuộng và phổ biến rộng rãi ở Việt Nam vào thập niên 2000, và có thể nói là những ca khúc đã gắn liền với tuổi thơ, tuổi trẻ của thế hệ 8X và 9X đời đầu:
| STT | Tên bài hát                                                                         | Tên tiếng Việt       | Nghệ sĩ thể hiện | Album         | Hãng thu âm                        | Năm phát hành |
| --- | ----------------------------------------------------------------------------------- | -------------------- | ---------------- | ------------- | ---------------------------------- | ------------- |
| 1   | Proud of You - Bài hát quảng cáo cho khu bất động sản Hoằng Cảnh Đài ở Tây Cửu Long | Tự hào về bạn        | Phùng Hy Dư      |               |                                    | 2003          |
| 2   | Love Paradise                                                                       | Thiên đường tình yêu | Trần Tuệ Lâm     | Stylish Index | Go East Entertainment (Chính Đông) | 2004          |
| 3   | A Little Love                                                                       | Tình yêu nhỏ bé      | Phùng Hy Dư      | A Little Love | Sony Music                         | 2008          |